# Імплікатура
Імплікату́ра — це небуквальні аспекти значення і сенсу, які не визначаються безпосередньо конвенціональною структурою мовних виразів (мовним кодом), наприклад те, про що іде мова, на що натякається.

## Види імплікатур
- Конвенціональні імплікатури (conventional implicatures) в теорії Грайса визначаються значенням використаних слів. Мовець імплікує каузативність відношення двох якостей суб'єкта конвенціональними мовними засобами: порядком слів і сполучником. Є збіг категорій конвенціональної імплікатури та семантичної (зокрема лексичної або структурної) пресупозиції.
- Комунікативні імплікатури (conversational implicatures) в прагматичних дослідженнях мови викликають більш значний інтерес, ніж конвенціональні. За Грайсом, вони визначаються комунікативно значущими відхиленнями від передбачуваного і йдеться про дотримання ряду основних принципів спілкування. Г. П. Грайс докладно розбирає один головний Принцип Кооперації (Cooperative Principle).

Принцип Кооперації реалізується в чотирьох категоріях, які Грайс слідом за Кантом називає максимами Кількості, Якості, Доцільності та Способу.

## Характеристики імплікатур
- Вони обчислювані, наприклад виводяться з буквального значення, висловлювання і принципу кооперації.
- Вони відсторонені під впливом контексту (їх можна зрозуміти на відміну від семантичних пресупозицій)
- Вони великою мірою невіддільні від сенсу висловлювання: у разі заміни висловлювання іншим, схожим по сенсу, але відмінним за формою, імплікатура залишається (I don't like apples — I hate apples).
- Імплікатура неконвенціональна сама по собі, не є частиною конвенціональних значень мовних форм.

Потрібно особливо відзначити, що нам напевно не відома інтенція того, що говорить, наприклад існують ситуації, коли адресат може інтерпретувати дискурс неадекватно.
Комунікативна імплікатура має бути такою, що виводиться, тому що якщо наявність імплікатури осягнулася інтуїтивно, але не може бути логічно виведеним, то така імплікатура (якщо вона взагалі є) вважатиметься конвенціональною, а не комунікативною.

При виведенні визначеної комунікативною імплікатури, той, що слухає спирається на наступну інформацію: 

- конвенціональне значення використаних слів і знання усіх їхніх референтів;
- Принцип Кооперації та постулати;
- контекст висловлювання — як лінгвістичний, так і будь-який інший; 4) інші фонові знання;
- той факт (чи припущення), що уся вказана вище релевантна інформація доступна для обох учасників комунікації, і що вони обоє знають або припускають, що це так.

## Приклад
Припустимо, А і Б розмовляють про свого спільного приятеля В, який працює в банку. А запитує, як справи у В на роботі, і Б відповідає: «Думаю, більш-менш в порядку: йому подобаються товариші по службі, і він ще не потрапив до в'язниці». Тут А цілком може поцікавитися Б, на що він натякає або навіть що значать його слова про те, що В ще не потрапив до в'язниці; у відповідь А може почути, що В не та людина, яка не здатна встояти проти спокуси своєї професії, або що насправді товариші по службі В — люди вкрай неприємні та віроломні, або що-небудь ще в тому ж дусі. Звичайно, в А може і не виникнути необхідності звертатися до Б з питанням — якщо в даному контексті відповідь відома йому заздалегідь.
У будь-якому випадку здається очевидним таке: те, що (в розглянутому прикладі) Б мав на думці, на що він натякав і т. д., відрізняється від того, що він сказав — сказано було тільки те, що В ще не потрапив до в'язниці.